# Teogene d'Ippona
Teogene (... – Ippona, ...; fl. IV secolo) è un santo martire, venerato dalla Chiesa cattolica.

## Dati storici e culto
Nel 396, sant'Agostino pronunciò a Ippona un sermone, nel quale ricorda la presenza nella città di una memoria al martire Teogene.
Storicamente, un vescovo di nome Teogene reggeva la diocesi di Ippona a metà del III secolo, e prese parte al concilio di Cartagine del 1º settembre 256 per discutere della questione relativa alla validità del battesimo amministrato dagli eretici; il suo nome figura al 14º posto nella lettera sinodale nota con il nome di Sententiae episcoporum.
I martirologi medievali, tra cui il martirologio di Usuardo, identificarono il martire di cui parla sant'Agostino con il vescovo d'Ippona documentato nel 256, e posero la sua morte durante la persecuzione di Valeriano. La sua memoria fu fissata al 26 gennaio, assieme ad altri 36 martiri africani.
Queste indicazioni furono inserite da Cesare Baronio nel Martirologio Romano. L'edizione italiana del 1955 commemora Teogene e gli altri santi con queste parole:
Tuttavia, l'identificazione tra i due personaggi e il martirio all'epoca dell'imperatore Valeriano non sono dati certi e incontestabili.
Il Martirologio Romano, riformato a norma dei decreti del concilio Vaticano II, ha modificato la memoria del santo, eliminando ogni riferimento al suo episcopato e all'epoca del suo martirio, come pure la menzione degli altri 36 martiri: